# Dave Hampton
David Hampton (Akron, 7 maggio 1947) è un ex giocatore di football americano statunitense che ha giocato nel ruolo di running back nella National Football League (NFL). Fu scelto dai Green Bay Packers nel nono giro del Draft NFL 1969. Al college giocò a football all'Università del Wyoming.

## Carriera professionistica
Hampton fu scelto dai Green Bay Packers nel nono giro del Draft 1969, in quello che fu l'ultima operazione con la franchigia di Vince Lombardi, prima che diventatasse allenatore e general manager dei Washington Redskins. Hampton avrebbe dovuto sopperire agli addii di leggende come Jim Taylor e Paul Hornung, ma in tre anni a Green Bay, assieme a tutto il resto dell'attacco, faticò.
I suoi maggiori successi li raggiunse con gli Atlanta Falcons, con cui fu scambiato prima della stagione 1972. Nella prima annata con la nuova squadra, superò le mille yard stagionali nell'ultima gara contro i Kansas City Chiefs. Tuttavia, nel prosieguo della partita subì un placcaggio per una perdita di 6 yard, che gli fece terminare l'annata con 995 yard corse. Nel 1973 invece mancò quota mille yard per sole tre lunghezze. Dopo avere perso la maggior parte del 1974 a causa degli infortuni, nel 1975 corse 1.002 yard, venendo premiato come Comeback Player of the Year. Si ritirò dopo il 1976.

## Palmarès
- NFL Comeback Player of the Year Award: 1

1975

## Statistiche
| Yard corse | 4.536 |
| Touchdown  | 25    |